# いかレスラー
『いかレスラー』は、2004年に公開された日本のコメディ映画。92分、カラー。監督の河崎実はこれが初の劇場用長編作品。叶井俊太郎は作品のテーマは家族愛としている。

## キャスト
- 岩田貫一／いかレスラー - 西村修（現・文京区議会議員）
- 田口浩二／たこレスラー（超日本プロレス所属のプロレスラー） - AKIRA
- 鴨橋美弥子（田口の婚約者） - 石田香奈
- 渡澤哲司（超日本プロレス社長） - ルー大柴
- 千山光輝（プロモーター）／強道山／しゃこボクサー - きくち英一
- 鴨橋竜之介（正日本プロレス連盟会長） - 中田博久
- 白石美帆（特別友情出演[1]。）
- 南部虎弾（特別出演[1]）
- テリー伊藤（特別出演[1]）
- なべやかん（特別出演[1]）
- 高山善廣（特別出演[1]）
- 船越英一郎（友情出演[1]）
- 吉田豪

## スタッフ
- 監督 - 河崎実
- 企画 - 叶井俊太郎
- プロデューサー - 河崎実、山田宏幸
- 脚本 - 右田昌万、河崎実
- 撮影 - 長野泰隆
- 音楽：石川修一、石井雅子
- 主題歌：「いかレスラーの歌」（歌：西村修/TOMOKA）
- 監修：実相寺昭雄
- 配給：ファントム・フィルム
- 製作：「いかレスラー」製作委員会（クロックワークス、ファントム・フィルム、IMAGICAエンタテインメント、博報堂DYメディアパートナーズ、テレビ大阪、ツイン、カルチュア・パブリッシャーズ、リバートップ）